# 南蔚山站
南蔚山站（：／ Namulsan yeok */?）曾为韩国铁路东海南部线上的一个车站，位于蔚山南区新停洞，已于1992年废止。

## 历史
- 1987年 - 以临时车站方式落成使用。
- 1992年8月20日 - 停止使用。